# ريكاردو تريفينيو
ريكاردو تريفينيو (بالإسبانية: Ricardo Triviño)‏ مواليد 5 فبراير 1973، هو سائق راليات مكسيكي بدأ مسيرته في سنة 2002. كان أول رالي له هو رالي كتالونيا 2002. تسابق في بطولة العالم للراليات.

## روابط خارجية
- ريكاردو تريفينيو على موقع Rallye-info.com (الإنجليزية)
- ريكاردو تريفينيو على موقع eWRC-results.com (الإنجليزية)